# Tongmenghui
La Tongmenghui (中國同盟會T, TóngménghuìP, T'ung-meng HuiW), conosciuta anche come Alleanza Cinese Unita o Alleanza Rivoluzionaria Cinese o Lega per l'Alleanza Giurata, fu una società segreta e un movimento della resistenza sotterranea organizzato da Sun Yat-sen e Song Jiaoren a Tokyo, in Giappone, il 20 agosto 1905. Questa nuova alleanza fu creata attraverso l'unificazione del Xingzhonghui di Sun, o Società per la rinascita della Cina, la Guangfuhui, o Società ripristinatrice, e altri gruppi rivoluzionari cinesi.

## Obiettivi ed eredità
Combinando obiettivi repubblicani, nazionalisti e socialisti, la piattaforma politica del Tongmenghui aveva l'obiettivo di "espellere i barbari del Nord e far rivivere Zhonghua, stabilire una repubblica, e distribuire terra in parti uguali tra la gente". (驱除 鞑 虏, 恢复 中华, 创立 民国, 平均 地 权S, Qūchú dá lǔ, huīfù Zhōnghuá, chuànglì mínguó, píngjūn dì quánP). Tra i membri della Fedeltà c'era Li Zongren, signore della guerra Guangxi prominente e comandante militare del Kuomintang, così come anche Wang Jingwei, che avrebbe poi servito come collaborazionista presidente dello Yuan esecutivo e presidente del governo nazionale giapponese che occupò la Cina durante la Seconda guerra mondiale.
Nel 1906 fu costruita una filiale a Singapore, in seguito alla visita di Sun; questa fu chiamata il ramo Nanyang e servì come sede dell'organizzazione per il sud-est asiatico. Dopo la costituzione della Repubblica di Cina, la Tongmenghui formò, nell'agosto del 1912, il nucleo del nuovo Kuomintang di Sun, che si traduce in Partito Nazionale del Popolo.